# Peter Röthig
Peter Röthig (* 25. Juni 1928 in Dresden; † 4. September 2018) war ein deutscher Sportwissenschaftler.

## Leben
Peter Röthig (Heimatverein: OSC Berlin) war in der Leichtathletik als Sprinter, Weitspringer und Mehrkämpfer aktiv. 1955 wurde er mit der 4-mal-100-Meter-Staffel des Allgemeinen Deutschen Hochschulsportverbandes Studentenweltmeister. Er gewann mehrfach Meisterschaften auf Berliner, norddeutscher Ebene und wurde deutscher Meister der Studenten. Seine Bestzeit über die 100-Meter-Strecke war 10,9 Sekunden, im Weitsprung gelang ihm eine persönliche Bestmarke von 7,12 Metern. Im weiteren Verlauf seines Lebens spielte er Volleyball und errang die deutsche Seniorenmeisterschaft. Zudem betrieb er Gymnastik, Radsport, Skisport und Tennis.
Nach dem Studium an der Freien Universität (FU) Berlin war er an der Universität Tübingen als Akademischer Rat bei Ommo Grupe tätig und hatte von 1965 bis 1969 die Leitung des Bereichs Studiengänge inne. 1966 legte er in Tübingen seine Doktorarbeit mit dem Thema „Rhythmus und Bewegung. Eine Analyse aus der Sicht der Leibeserziehung“ vor. Ab 1969 war er an der FU Berlin Leiter des Instituts für Leibesübungen und übte dieses Amt bis 1972 aus.
Zwischen 1972 und 1993 war er Professor für Sportpädagogik am Institut für Sportwissenschaften der Johann Wolfgang Goethe-Universität Frankfurt am Main und war zeitweilig geschäftsführender Direktor des Frankfurter Instituts. Röthig gehörte zu den Gründungsmitgliedern der Deutschen Vereinigung für Sportwissenschaft.
Röthigs wissenschaftlicher Schwerpunkt lag in pädagogischen, anthropologischen und psychologischen Aspekten der Sportwissenschaft.
1972 brachte er als alleiniger Verfasser das Sportwissenschaftliche Lexikon heraus, das zum Standardwerk wurde und das Röthig später als Herausgeber beziehungsweise Mitherausgeber in mehreren Ausgaben erneut auflegte. Darüber hinaus gab er die Kursbuch-Schriftenreihe heraus, in der in mehreren Bänden (darunter Bewegungslehre, Trainingslehre, Sportliches Handeln, Sportbiologie) sportwissenschaftliche Felder für den Schulunterricht in Sporttheorie behandelt wurden.